# Revolver (album)
Cet article concerne l'album des The Beatles. Pour l'album de T-Pain, voir Revolver.
Pour les articles homonymes, voir Revolver (homonymie).
Albums britanniques des Beatles
Rubber Soul
(1965) A Collection of Beatles Oldies
(1966)
Albums nord-américains des Beatles
Yesterday and Today
(1966) Magical Mystery Tour
(1967)
Singles
1. Yellow Submarine/Eleanor Rigby
Sortie : 5 août 1966

Revolver est le septième album studio des Beatles, paru le 5 août 1966 au Royaume-Uni et trois jours plus tard aux États-Unis, avec une liste de chansons légèrement différente. Enregistré sur une période de trois mois, il est souvent considéré comme un album majeur de leur carrière et l'un des plus influents de tous les temps par les critiques, figurant entre autres à la onzième place dans la liste de 2020 des 500 plus grands albums de tous les temps du magazine Rolling Stone et à la troisième place, dans la liste de 2003.
Revolver confirme le tournant du style musical des Beatles amorcé avec Rubber Soul. Délaissant leur image de « bons garçons », les Beatles marquent avec cet album le début de l'ère psychédélique. Leur créativité artistique se débride et continuera avec l'album suivant, Sgt. Pepper's Lonely Hearts Club Band, en 1967. Les Beatles sont dans une période où les tournées incessantes font place à un travail continu en studio. 

## Historique

### Contexte
Avec Revolver, enregistré aux studios EMI entre le 6 avril et le 20 juin 1966, les Beatles deviennent un véritable groupe de studio et s'écartent de plus en plus de la scène. Deux exemples sont frappants à ce titre : d'une part, aucune des quatorze chansons présentes sur l'album n'est pratiquement conçue, pensée ou seulement apte à être jouée en concert (dans la configuration deux guitares, une basse et une batterie) et aucune ne l'a d'ailleurs été par le groupe durant ses derniers concerts en Allemagne, au Japon, aux Philippines et aux États-Unis, cet été-là — à l'exception notable de Paperback Writer, chanson indissociable de la période de réalisation de cet album, mais parue indépendamment en single. D'autre part, lorsqu'ils entrent en studio pour la première session d'enregistrement de Revolver, le titre auquel ils s'attaquent est Tomorrow Never Knows, où tout ce qu'il est possible de faire avec la technologie de l'époque et même beaucoup plus, va être mis en œuvre,.
Dans la foulée de Rubber Soul (1965), les Beatles peuvent aller de plus en plus loin dans l'innovation technique et créatrice et s'affranchir de toutes les règles.

« En studio, leurs idées devenaient bien plus efficaces. Ils commençaient par me dire ce qu'ils voulaient, et puis ils me réclamaient d'autres idées et d'autres moyens pour traduire ces idées. En écoutant Revolver, on peut se rendre compte que les garçons écoutaient beaucoup de disques américains et demandaient ensuite : « Est-ce qu'on peut obtenir cet effet-là ? ». Ils voulaient que nous fassions des choses extrêmes, mais cette fois, au mixage, ils utilisaient au maximum l'égalisation : ils voulaient un son très pointu pour les cuivres, mais aussi supprimer toutes les basses. Nous utilisions tout le registre des égalisations sur le disque, et si cela ne suffisait pas, nous le repassions à l'égalisation pour démultiplier. Nous obtenions les sons les plus bizarres, chose que les Beatles aimaient et qui à l'époque fonctionnait. »

— George Martin
Une lettre manuscrite de George Harrison, datée du 7 mai 1966, au disc jockey américain Paul Drew affirme que le groupe a planifié enregistrer cet album au studio Stax de Memphis (Tennessee), avec le producteur Jim Stewart, mais des soucis de sécurité ont fait avorter le projet.

### Enregistrement

#### Innovations techniques
« De façon incroyable, toutes les pistes de Revolver ont été créées dans le studio, sous nos propres yeux. Les Beatles n'avaient pas répété auparavant, il n'y avait eu aucune pré-production. Quelle extraordinaire expérience ce fut de voir chaque chanson se développer et fleurir confinée entre ces quatre murs ! Quasiment tous les après-midis, John, Paul ou George arrivaient avec une feuille de papier gribouillée avec des paroles ou une séquence d'accords, et en un jour ou deux, nous avions une nouvelle merveille couchée sur bande. À chaque fois, je pensais Wow, à quoi va ressembler la prochaine ?, ce qui me donnait la volonté de rendre le son encore meilleur pour essayer de dépasser ce que nous avions déjà fait »

— Geoff Emerick
Aux côtés de George Martin et des Beatles, un tout jeune ingénieur du son fait donc ses débuts : Geoff Emerick, à peine âgé de 20 ans. Il va d'entrée de jeu changer la façon d'enregistrer la batterie en positionnant les micros plus près des fûts, en « assourdissant » la grosse-caisse à l'aide de vêtements placés à l'intérieur — le jour même de son entrée en fonction, le 6 avril 1966 — et la basse, en se servant d'un haut-parleur comme micro placé en face de l'ampli. Emerick ignore délibérément les règles strictes édictées dans les studios EMI et se met totalement au service des Beatles avides d'expérimentations. Pour eux, un autre membre du personnel technique d'EMI, Ken Townsend, invente le moyen de ne plus avoir à doubler sa propre voix, l'automatic double tracking et à partir de celui-ci invente le flanger.
Enfin, le groupe et l'équipe technique vont utiliser davantage de bandes sonores qu'à leur habitude, du fait des nombreuses expérimentations qu'ils vont mettre en place pour chaque chanson. A cette époque, ils utilisent des machines à 4 bandes, ce qui contraint l'enregistrement des instruments et des voix ; la solution consiste alors à fusionner plusieurs pistes en une seule pour gagner de la place et permettre un mixage plus clair. Par exemple, le quartet figurant sur Eleanor Rigby est enregistré sur quatre bandes distinctes ; celles-ci sont ensuite mixées sur une seule, libérant ainsi trois bandes qui sont alors réemployées pour la voix et les chœurs. À titre de comparaison, sur les deux précédents albums, seules 2 chansons avaient nécessité plus de 4 pistes tandis que sur Revolver, le total s'élève à 11 chansons.
Au total, l'album nécessite plus de 300 heures d'enregistrements et de mixage.

#### Premier son inversé de l'histoire du rock
I'm Only Sleeping est réputée pour contenir le premier solo de guitare inversé (joué par George Harrison) — ou tout simplement, en compagnie de Rain enregistrée quelques jours plus tôt, la première bande musicale jouée à l'envers — de l'histoire du rock.
Quant à savoir comment cet effet fut découvert, selon Paul McCartney, le groupe était en train d'enregistrer le solo de guitare de George Harrison lorsque le technicien chargé du magnétophone mit la bande à l'envers : 

« Ça jouait à l'envers, « bordel qu'est-ce qui se passe ? ». Cet effet ! Personne n'avait alors entendu de choses à l'envers. On a dit « mon dieu, c'est fantastique, on peut faire ça pour de bon ? ». Alors George Martin, béni soit-il, étant favorable à ce genre d'idée et plutôt aventureux pour une « grande personne raisonnable » a répondu « oui, je crois que c'est possible ». Alors on l'a fait et c'est ce jour-là que nous avons découvert la guitare à l'envers. C'était un beau solo en fait. Ça sonne comme quelque chose qu'on ne pourrait pas jouer. »

— Paul McCartney
La version que donnent John Lennon et George Harrison est différente. C'est en fait John qui aurait accidentellement enclenché à l'envers, chez lui, la bande de travail de la chanson Rain enregistrée quelques jours avant I'm Only Sleeping et serait revenu aux studios tout heureux de sa trouvaille. On l'entend ainsi chanter à l'envers à la fin de Rain, George Harrison se chargeant de transformer l'essai à la guitare sur I'm Only Sleeping.

#### Expérimentation et psychédélisme
Un autre exemple de nouveauté est Tomorrow Never Knows (« Demain ne sait jamais », encore un accident de langage signé Ringo Starr). Premier morceau enregistré mais dernier titre de Revolver, c'est un cas particulier : joué sur un seul accord (le do), incluant des boucles sonores préparées par Paul, des bandes mises à l'envers, accélérées, mixées en direct avec plusieurs magnétophones en série actionnés par autant d'ingénieurs du son — une dizaine — envoyant les boucles à la demande vers la table de mixage, il ouvre l'ère du rock psychédélique et peut aussi être considéré comme le titre précurseur de la techno. Les prouesses de George Martin et des ingénieurs du son des studios EMI — à commencer par Geoff Emerick — vont jusqu'à répondre aux demandes de John Lennon, désirant que sa voix évoque celle du dalaï-lama chantant du haut d'une montagne. Ils élaborent cet effet en faisant passer la voix de John dans une cabine Leslie conçue à l'origine pour les orgues Hammond. L'effet produit par les haut-parleurs rotatifs de la cabine Leslie, appliqué à la voix de Lennon, donne l'impression qu'elle surgit de l'au-delà.

« De tous les morceaux des Beatles, c'est celui qui ne pourrait pas être reproduit : il serait impossible de remixer aujourd'hui la bande exactement comme on l'a fait à l'époque ; le « happening » des bandes en boucle, quand elles apparaissent puis disparaissent très vite dans les fluctuations du niveau sonore sur la table de mixage, tout cela était improvisé. »

— George Martin

### Parution et réception
Revolver sort le 5 août 1966, soit huit mois après la parution de Rubber Soul, ce qui est à l'époque le plus grand écart de publications entre deux albums du groupe. Il paraît également trois mois après Pet Sounds des Beach Boys et, comme ce disque venu des États-Unis était une forme de réponse à Rubber Soul, Revolver est comme la réponse des Beatles.
L'album est un gros succès commercial des deux côtés de l'Atlantique. Les Beatles égalent le record d'Elvis Presley de 7 LP à la première place des hit-parades. Au Royaume-Uni, l'album prend immédiatement la tête des charts le 13 août 1966, y culmine 7 semaines consécutives et y reste 34 semaines en tout. Il s'agit de la seconde meilleure vente d'albums de l'année 1966, derrière The Sound of Music, bande-son du film La Mélodie du bonheur. À noter que le podium est complété par Rubber Soul, album immédiatement précédent des Beatles. Le succès est similaire aux États-Unis où l'album reste 6 semaines à la tête des charts et y reste pas moins de 77 semaines. Il est maintenant certifié 5 fois platine par la RIAA.
En août 1967, Ray Davies, leader des Kinks, commente chacune des chansons de l'album dans le magazine Disc and Music Echo. Le résultat est selon lui mitigé : qualifiant d'une part Yellow Submarine de sottises et Taxman de chanson un peu limitée, il apprécie tout de même Here, There and Everywhere, I'm Only Sleeping et Good Day Sunshine, cette dernière étant pour lui un vrai retour aux sources pour les Beatles. En fin de compte, Davies déclare préfèrer l'album précédent, Rubber Soul, à Revolver.
Toutefois, l'album est considéré comme étant l'un des plus importants de l'histoire du rock et il est mis à l'honneur dans les différents classements de magazines tels Rolling Stone ou Time Magazine. Il occupe par ailleurs la première place chez Q Magazine et VH1. PopMatters décrit l'album comme « l'œuvre des membres du plus grand groupe de musique pop, au sommet de leur art et conscients de l'être ». Le AllMusic le considère comme « l'ultime album de pop moderne, même après Sgt Pepper ». En 2014, L’Osservatore Romano, l'organe officiel du Vatican, a même placé le disque en première place des 10 meilleurs albums pop de l'histoire. Il est également cité dans l'ouvrage de référence de Robert Dimery Les 1001 albums qu'il faut avoir écoutés dans sa vie et dans un considérable nombre d'autres listes.
Ce succès à la fois critique et commercial a incité d'autres artistes à reprendre l'album dans son intégralité :
- Revolver Jazz de Don Randi Trio (Reprise, 1966) ;
- The Revolver Suite par Bozo Allegro (Marx Music, 1998) ;
- Revolver Reloaded par différents artistes (Mojo Records, 2006).

## Caractéristiques artistiques

### Évolution créative
« Si Rubber Soul a été l'album de l'herbe, Revolver est celui de l'acide. »

— John Lennon
En 1966, les Beatles ont grandi. Ils fréquentent les clubs et les boîtes de nuit à la mode, où ils passent du temps avec les artistes en vue du moment, dont les Stones et les Animals. Ils chargent Barry Miles, personnage important de la scène underground de Londres, de leur envoyer les dernières publications avant-gardistes. Paul McCartney en particulier s'intéresse à la vie culturelle londonienne, maintenant qu'il y habite et ouvre la galerie d'art Indica avec John Dunbar (en) et Peter Asher ; il écoute des gens comme Karlheinz Stockhausen et va voir des pièces de théâtre. George Harrison, qui a récemment assisté à un concert de Ravi Shankar, se passionne pour la musique indienne — qu'il qualifie en 1966 de « seule grande musique actuelle » — et entraîne les autres Beatles avec lui. Le psychédélisme, mouvement de contre-culture lié à la consommation de drogues hallucinogènes, est propagé par des personnalités comme Timothy Leary et Owsley Stanley. Ainsi, tout le contexte de l'époque va largement influencer les compositions des Fab Four, les inspirer et les ouvrir à d'autres horizons.
Pendant longtemps, le répertoire des Beatles se constituait exclusivement de chansons conventionnelles à propos de filles et d'amour. Leur première chanson à déroger à cette règle est Nowhere Man, parue sur l'album Rubber Soul fin 1965. Avec Revolver, cette tendance se confirme et la galerie de thèmes et de personnages s'élargit encore. Sont abordés : un percepteur, une bigote solitaire, le sommeil et la paresse, le capitaine d'un sous-marin jaune, un docteur douteux et même le Livre des morts tibétain. À quelques exceptions près, les textes de Revolver sont directement inspirés des expériences personnelles des Beatles, contrairement à leurs débuts où ils avaient généralement tendance à imaginer les situations de leurs chansons. Une page de l'histoire du groupe est donc tournée, ses membres étant au sommet de leur collaboration et de leur cohésion.
Au sein du tandem Lennon/McCartney, toutes les chansons sont encore écrites en collaboration, mais la patte de leur auteur principal transparait nettement. À ce stade de leur parcours commun d'auteurs-compositeurs, l'un arrive avec une chanson pratiquement finie et l'autre apporte sa touche, pour un pont, pour une idée musicale ou des paroles supplémentaires. Cela pourra se poursuivre en studio, où par exemple, toutes les étonnantes boucles sonores (dont certaines sonnent comme des cris de mouette) audibles dans Tomorrow Never Knows sont l'œuvre de Paul.
John Lennon est au meilleur de sa forme et innove notamment avec I'm Only Sleeping — un manifeste de la paresse — où le solo de guitare est passé à l'envers. Très porté sur la consommation de LSD, il transmet ses expériences de la drogue dans trois chansons de l'album. Doctor Robert raconte l'histoire — véridique — d'un médecin new-yorkais prêt à prescrire toutes les pilules qu'on lui demandait. Un trip à Los Angeles est à l'origine de son She Said She Said tandis que le créatif Tomorrow Never Knows, écrit sous acide, traite de préceptes du bouddhisme tibétain. Enfin, il signe And Your Bird Can Sing, petite chanson dans le plus pur style psychédélique, qui reprend et développe des effets de guitare qui n'apparaissaient que discrètement à la fin de Ticket to Ride.
De son côté, Paul McCartney s'affirme comme mélodiste doué, sur le chemin qui le mènera à devenir bientôt la figure harmonique dominante du groupe. Il compose trois de ses plus belles chansons, avec For No One, Here, There and Everywhere et Eleanor Rigby. Il évoque dans les deux premières sa relation avec Jane Asher : tandis que For No One est tirée d'une dispute, Here, There And Everywhere, aux harmonies vocales inspirées par les Beach Boys, reflète l'amour idéal. Eleanor Rigby parle d'une vieille dame solitaire qui travaille dans une église, et seuls des instruments de musique de chambre sont utilisés sur la chanson. McCartney écrit aussi pour Ringo Starr un des classiques du groupe, Yellow Submarine, qui sera à l'origine du film homonyme et de sa bande-originale associée deux ans plus tard. Eleanor Rigby et Yellow Submarine sortent aussi en single « double face A » en même temps que Revolver. Ce single restera quatre semaines en tête du hit-parade britannique. « Macca » est également l'auteur de Good Day Sunshine, une chanson ensoleillée à la Lovin' Spoonful et de Got to Get You into My Life, chanson inspirée par la Soul et plus particulièrement le "son Motown" où, à l'image de son comparse Lennon, il glisse des allusions à la drogue.
George Harrison n'est pas en reste et franchit un nouveau cap dans son parcours de songwriter, en proposant trois compositions plus abouties que les précédentes, incluant le titre qui ouvre l'album, Taxman. Le sitar, déjà entendu dans Norwegian Wood, l'a séduit ; son admiration pour l'Inde, dont il ne se départira plus, devient évidente avec Love You To, composée spécifiquement pour l'instrument indien. Il signe enfin I Want to Tell You, où il exprime sa difficulté de s'exprimer avec des mots.

### Pochette et titre

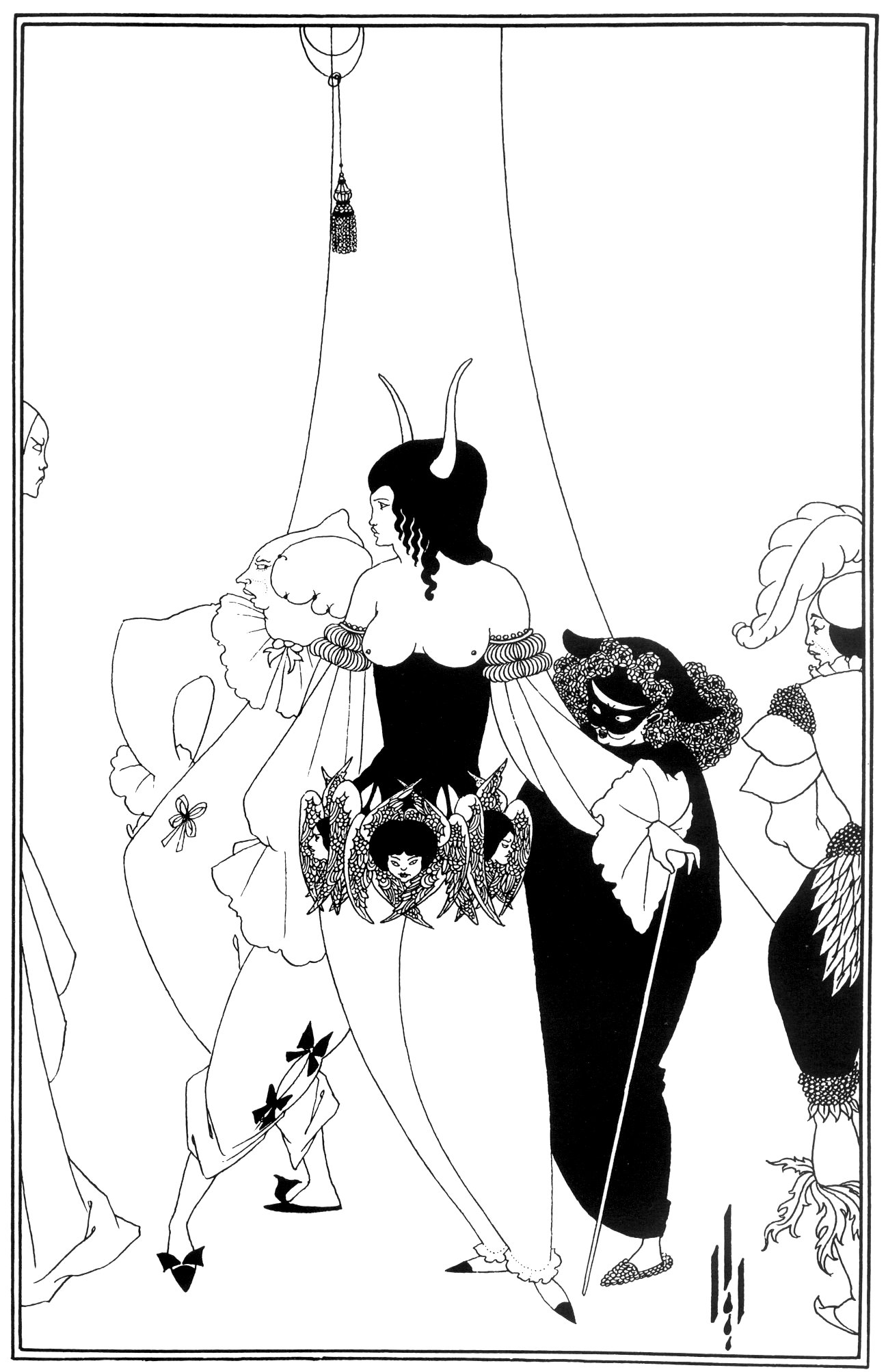
Une illustration d'Aubrey Beardsley, artiste dont le style a inspiré la technique de dessin pour la pochette.

La pochette de l'album est l'œuvre de Klaus Voormann, ami des Beatles depuis leurs débuts à Hambourg. Chaque Beatle y est dessiné à la main, dans un style inspiré d'Aubrey Beardsley (exposé à Londres en 1966), avec de gauche à droite et de haut en bas, Paul McCartney, John Lennon, Ringo Starr et George Harrison. Les portraits sont séparés par un collage, mélange de vieilles photos et de dessins. La pochette est entièrement en noir et blanc, ce qui n'était plus le cas depuis celle de With the Beatles. Klaus Voormann est présent en photo sur la droite de la pochette, près de sa signature, entre les portraits de Lennon et Harrisson : il devient donc la première personne extérieure au groupe à figurer sur la pochette d'un de leurs albums. Cette création marque un tournant dans l'évolution des pochettes d'albums et lui vaut un Grammy Award pour la meilleure pochette d'album en 1966.
Dans une interview au magazine Mojo, en 2006, Voormann en dévoile un peu plus sur l'élaboration de la pochette. D'abord, les Beatles lui avaient fait écouter quelques-uns de leurs nouveaux titres, dont Tomorrow Never Knows. Le morceau l'a sidéré et il voulait que l'étrangeté qu'elle dégageait transparaisse aussi sur la pochette de l'album : « Jusqu'où pouvait-il aller ? Jusqu'à quel point pouvait-elle être surréelle et bizarre ? » Il a donc commencé par dessiner les portraits des Beatles, de mémoire — sauf pour celui de George Harrison qu'il a eu beaucoup de mal à faire —, puis y a ensuite collé les photos récoltées auprès du groupe, photos qui, selon lui, laissent voir leur côté « gentil ». Finalement, la pochette a fait l'unanimité auprès du groupe, de George Martin et de Brian Epstein.
Avec cette pochette, les Beatles bousculent une nouvelle fois les conventions. En effet, pour la pochette d'album d'un groupe, l'usage était d'utiliser une simple photo sans fantaisie des membres ensemble, comme en témoignent celle de Please Please Me ou encore de My Generation des Who. Avec Revolver, les Beatles proposent la première pochette entièrement pop art. Les maisons de disques concurrentes vont immédiatement suivre le mouvement : pour l'album Face to Face des Kinks, PYE sort une pochette constituée de papillons colorés et Decca crée un dessin pop aux formes étirées pour A Quick One des Who. Les Beatles pousseront plus loin le concept de pochette pop avec celle de leur album suivant, Sgt. Pepper's Lonely Hearts Club Band.
Tout comme le titre de Rubber Soul, Revolver est un jeu de mots, se référant à la fois au revolver en tant qu'arme à feu et au mouvement rotatif (« to revolve » en anglais) des disques lorsqu'ils sont placés sur un électrophone. Les Beatles ont trouvé le titre lorsqu'ils étaient en tournée au Japon au début de l'été 1966. À cause des mesures de sécurité, ils restaient cloîtrés dans leur chambre d'hôtel et se sont finalement arrêtés sur le mot Revolver, après quelques essais infructueux. À l'origine, l'album devait s'appeler Abracadabra, mais les Beatles ont dû se rétracter lorsqu'ils ont découvert qu'un autre groupe avait déjà utilisé ce nom. Après ça, les opinions divergeaient : John Lennon voulait comme titre Four Sides of the Eternal Triangle (« Les quatre côtés du triangle éternel ») et Ringo Starr pensait plutôt l'appeler After Geography, pour parodier Aftermath des Rolling Stones, sorti peu avant. Les autres suggestions incluaient Magical Circles, Beatles on Safari, Pendulum et finalement Revolver, dont le jeu de mots mit tous les membres d'accord.

## Fiche technique

### Liste des chansons

#### Édition originale
Toutes les chansons sont écrites et composées par John Lennon et Paul McCartney, sauf mention contraire.
| 1. | Taxman                     | George Harrison | George Harrison | 2:38 |
| 2. | Eleanor Rigby              |                 | Paul McCartney  | 2:06 |
| 3. | I'm Only Sleeping          |                 | John Lennon     | 3:00 |
| 4. | Love You To                | George Harrison | George Harrison | 2:59 |
| 5. | Here, There and Everywhere |                 | Paul McCartney  | 2:24 |
| 6. | Yellow Submarine           |                 | Ringo Starr     | 2:38 |
| 7. | She Said She Said          |                 | John Lennon     | 2:36 |

| 8.  | Good Day Sunshine           |                 | Paul McCartney  | 2:09 |
| 9.  | And Your Bird Can Sing      |                 | John Lennon     | 2:00 |
| 10. | For No One                  |                 | Paul McCartney  | 1:59 |
| 11. | Doctor Robert               |                 | John Lennon     | 2:14 |
| 12. | I Want to Tell You          | George Harrison | George Harrison | 2:28 |
| 13. | Got to Get You into My Life |                 | Paul McCartney  | 2:29 |
| 14. | Tomorrow Never Knows        |                 | John Lennon     | 2:59 |

#### Vidéoclip (DVD)
1. Yellow Submarine (Official Video) - 2:46

#### Édition française
L'édition française originale est identique en tout point sauf pour le décompte d'introduction (One, two, three, four, one, two) de Taxman - qui est également le début de la bande - qui est pris par erreur par le technicien pour une indication de son homologue britannique et purement et simplement coupé. De plus, sur l'étiquette du disque de ce premier pressage, le titre de la chanson I Want to Tell You est erronément inscrit I Want to Love You.

#### Édition américaine
Comme l'éditeur américain publiait par habitude des albums avec onze ou douze chansons et non quatorze, l'édition américaine de Revolver ne comportait pas les titres I'm Only Sleeping, And Your Bird Can Sing et Doctor Robert, toutes chantées par John Lennon, qui avaient déjà été placés sur l'album Yesterday and Today, paru sept semaines plus tôt en Amérique du Nord. Cette version, réduite donc à onze chansons, durait environ 28 minutes, contre environ 35 minutes pour l'édition anglaise. On n'y entend donc Lennon comme chanteur principal que sur deux chansons.
| 1. | Taxman                     | George Harrison | 2:38 |
| 2. | Eleanor Rigby              | Paul McCartney  | 2:06 |
| 3. | Love You To                | George Harrison | 2:59 |
| 4. | Here, There and Everywhere | Paul McCartney  | 2:24 |
| 5. | Yellow Submarine           | Ringo Starr     | 2:38 |
| 6. | She Said She Said          | John Lennon     | 2:36 |

| 7.  | Good Day Sunshine           | Paul McCartney  | 2:09 |
| 8.  | For No One                  | Paul McCartney  | 1:59 |
| 9.  | I Want to Tell You          | George Harrison | 2:28 |
| 10. | Got to Get You into My Life | Paul McCartney  | 2:29 |
| 11. | Tomorrow Never Knows        | John Lennon     | 2:59 |

##### Réédition
En janvier 2014, la version américaine de ce disque est publié sur CD pour la première fois dans la collection The U.S. Albums.

### Interprètes
The Beatles
- John Lennon : guitares acoustique et électrique, orgue, harmonium, piano, percussions, chant, effets sonores
- Paul McCartney : basse, guitare électrique, piano, orgue, clavicorde, percussions, chant, effets sonores
- George Harrison : guitares acoustique et électrique, sitar et tampoura sur Love You To, percussions, harmonica, chant
- Ringo Starr : batterie, percussions, chant

Musiciens additionnels
- George Martin : orgue, piano, effets sonores, orchestration, chœurs sur Yellow  Submarine
- Mal Evans : chœurs, grosse caisse sur Yellow  Submarine
- Geoff Emerick : bandes en boucles, fanfare et chœurs sur Yellow  Submarine
- Alan Civil : cor d'harmonie sur For No One
- Anil Bhagwat : tablâ sur Love You To

Sur Eleanor Rigby
- Tony Gilbert, Jurgen Hess, Sidney Sax, John Sharpe : violons
- Stephen Shingles, John Underwood : violons alto
- Norman Jones, Dereck Simpson : violoncelles

Sur Yellow Submarine
- Brian Jones : ocarina, effets sonores (verre brisé), chœurs
- Neil Aspinall : chœurs
- Marianne Faithfull : chœurs
- Pattie Boyd : chœurs, rires
- John Skinner : effets sonores (chaînes dans la baignoire)

### Équipe de production
- George Martin : producteur
- Geoff Emerick : ingénieur du son

## Rééditions
Comme tous les albums des Beatles, celui-ci a été réédité sur CD en 1987 et en version remastérisée en 2009.

### Special Edition
Albums de The Beatles
Let It Be Special Edition
(2021) The Beatles 1962–1966 (2023 Edition)
(2023)
Le 30 août 2022, il est annoncé que des éditions remixées et augmentées de l'album seront publiées le 28 octobre 2022; une version Super Deluxe avec cinq CD ou quatre disques vinyles avec un livre à couverture rigide de 100 pages, une version Deluxe comprenant deux disques et finalement l'album seul remixé par Giles Martin et Sam Okell en utilisant la technique de séparation des différents sons en utilisant un algorithme d'intelligence artificielle effectué par Emile de la Rey développé par la WingNut Films Productions Ltd de Peter Jackson et utilisé pour le documentaire The Beatles: Get Back. La réédition atteint la première position de plusieurs listes de ventes et accède la 4e place à son entrée du Billboard 200 album chart.

#### Album original remixé
L'album d'origine est remixé par Martin et mis en marché sous forme de téléchargement, de vinyle 180 grammes noir, en picture-disc et en CD, cette dernière avec un livret accompagnateur.

#### Édition Deluxe
Cette édition de deux CD inclus l'album originel remixé, en plus d'un livret de 40 pages.

#### Édition Super Deluxe
Cette version en cinq CD comprend toujours l'album originel remixé en plus de deux disques de répétitions et d'improvisations. Le quatrième disque contient un nouveau mixage de l'album mono et un EP contenant les deux chansons du single remixées en stéréo et en mono. Une version de quatre 33 tours vinyles 180 grammes et un extended play 12 pouces est aussi disponible. Est également inclus un livre de 100 pages écrit par Kevin Howlett. Cette collection est aussi offerte en téléchargement.

#### Clips
Une lyrics video d'animation de Taxman, réalisée par Danny Sangra, est sortie le 14 octobre 2022 deux semaines avant la mise en marché de la réédition.
Le 1er novembre 2022, une vidéo de la chanson I'm Only Sleeping est mise en ligne. Pendant plusieurs mois, l'artiste et réalisatrice Em Cooper (en), qu'on voit à la fin du clip, a peint à la main sur celluloïd chacune des images.